# Famille Horváth-Stansics
La famille Horváth-Stansics de Gradecz (gradeczi Horváth-Stansics en hongrois) est une famille aristocrate hongroise.

## Histoire
Originaire de Croatie, elle y était connue depuis le XIIIe siècle sous le nom de Stansith ou Stansics. La famille s'installe au cœur du royaume de Hongrie au XVIe siècle. Horvat signifie croate en hongrois.
 Le premier membre connu de la famille est un certain Gál vivant en 1264.

## Membres notables
- baron Márk Horvath (†1561). Il est le successeur de Laszlo Kerecsényi et le prédécesseur de Miklos Zrinyi en tant que capitaine de Szigetvár en 1556. Il combat vaillamment durant 48 jours contre Ali pacha, aux ordres de Soliman le Magnifique. Il en est récompensé par de grandes propriétés dans les comtés de Bihar et de Szepes. Il fut également comte-suprême (főispánja) de Baranya. Il reçoit le titre de baron en 1559 du roi Ferdinand Ier. Epoux (1560) de Erzsébet Both de Bajna.
- baron Gergely Horvath (†1597), alispán (vice comte-suprême) de Szepes (1590-92), scientifique et érudit ayant été formé à Wittenberge (Vittenbergá). Il est le fils du précédent et de Erzsebet Both de Bajna (†1597).
- baron Boldizsar Horváth, alispán de Szepes (1622-23). Fils du précédent.
- baron Imre Horváth (†1712), alispán de Szepes à partir de 1711, il meurt subitement en 1712.
- baron Imre Horváth (†1801), conseiller privé du roi (császári királyi udvari tanácsos) (1790-1792) et alispán de Szepes.

Cette famille s'éteint au XIXe siècle. Une autre branche, celle du comté de Ung, existe toujours sous le nom de Pálóczi-Horváth, du nom d'un domaine, celui de Pálóc, donné par le roi à cette branche en 1586.

## Sources
- Magyarország családai, Iván Nagy, 1859, Pest
- Pallas nagy lexikona, 1893-1897 (en)